# 小林牧人
小林 牧人（こばやし まきと、1956年9月 - ）は、日本の生物学者。学位は、農学博士（東京大学・1986年）。専門は、魚類生殖生物学・水産増養殖学。国際基督教大学教養学部教授。

## 略歴
- 1981年 東京大学農学部水産学科卒業
- 1986年 東京大学大学院農学系研究科水産学専門課程博士課程修了、農学博士
- 1988年 アルバータ大学理学部動物学科研究員
- 1990年 東京大学農学部水産学科助手
- 1995年 東京大学大学院農学生命科学研究科助教授
- 1998年 日本動物学会奨励賞受賞
- 2002年 国際基督教大学教養学部理学科生物学教室準教授
- 2005年 国際基督教大学教養学部理学科生物学教室教授
- 2008年 国際基督教大学教養学部生命科学デパートメント長・教授